# دروک ایر
دروک ایر (به انگلیسی: Druk Air) شرکت هواپیمایی حامل پرچم کشور بوتان با کد یاتا KB است که در تاریخ ۵ آوریل ۱۹۸۱ میلادی تأسیس شده و در تاریخ ۱۱ فوریه ۱۹۸۳ فعالیتش را آغاز کرده‌است.
دفتر مرکزی دروک ایر در پادشاهی بوتان واقع شده‌است و قطب این شرکت هواپیمایی در فرودگاه پارو قرار دارد که به ۱۰ مقصد، پرواز مستقیم انجام می‌دهد.

## مقصدهای پروازی

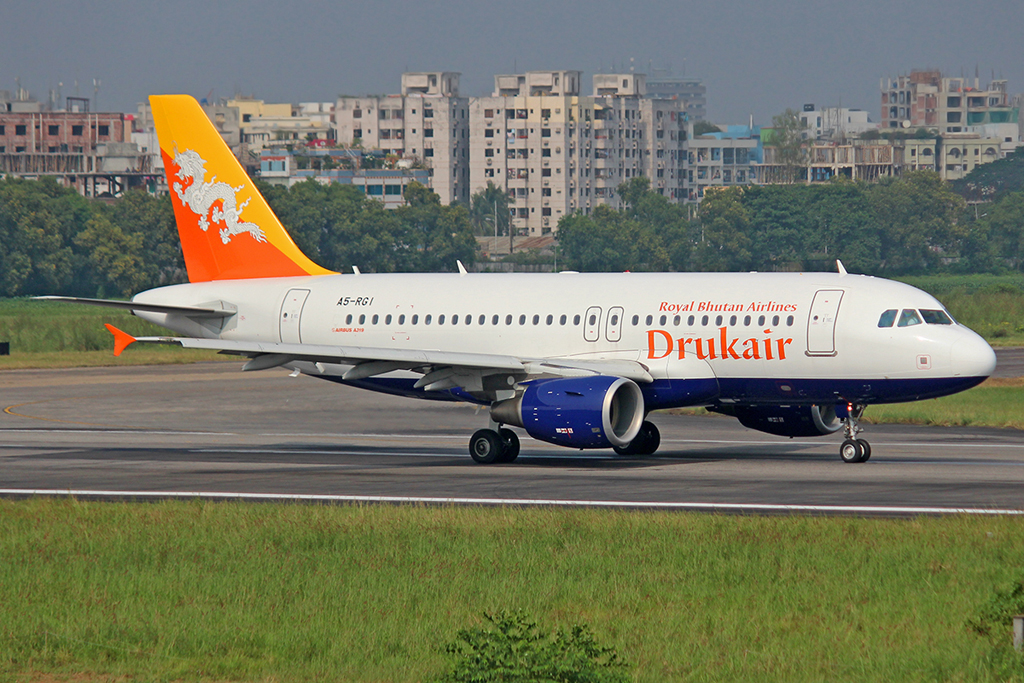
یک فروند خانواده ایرباس ای۳۲۰ دروک ایر در فرودگاه بین‌المللی شاه‌جلال، داکا، بنگلادش.

دروک ایر به مقصدهای زیر پرواز انجام می‌دهد:
|  | قطب              |
|  | مسیرهای آینده    |
|  | مسیرهای متوقف‌شده |